# 橫臥新花介
橫臥新花介（学名：Neocytheromorpha transversa）为細花介科新花介屬下的一个种。